# Daisy Miller (film)
Daisy Miller is een Amerikaanse dramafilm uit 1974 onder regie van Peter Bogdanovich. Het scenario is gebaseerd op de gelijknamige novelle uit 1878 van de Amerikaanse auteur Henry James.

## Verhaal
Daisy Miller maakt rond 1800 een reis door Europa met haar moeder. In Genève leert ze een student kennen, die verliefd wordt op haar. De reis neemt een onverwachte wending.

## Rolverdeling
| Acteur              | Personage              |
| ------------------- | ---------------------- |
| Cybill Shepherd     | Daisy Miller           |
| Barry Brown         | Frederick Winterbourne |
| Cloris Leachman     | Ezra Miller            |
| Mildred Natwick     | Mevrouw Costello       |
| Eileen Brennan      | Mevrouw Walker         |
| Duilio Del Prete    | Mijnheer Gionavelli    |
| James McMurtry      | Randolph C. Miller     |
| Nicholas Jones      | Charles                |
| George Morfogen     | Eugenio                |
| Jean-Pascal Bongard | Receptionist           |
| Albert Messmer      | Onderwijzer            |
| Jacques Guhl        | Poolse jongen          |
| Hubert Geoldun      | Poolse jongen          |
| David Bush          | Man te Chillon         |
| Henri Hubinet       | Gids                   |